# Primera División de Costa Rica 1956
Die Saison 1956 war die 36. Spielzeit der Primera División de Costa Rica, der höchsten costa-ricanischen Fußballliga. Es nahmen acht Mannschaften teil. Letztlich wurde die Saison nicht ausgetragen, im Jahr 1999 entschied man sich dann aber endgültig dazu, die Saison trotzdem als 36. Spielzeit in die Statistiken eingehen zu lassen.

## Hintergrund
Die vorherige Spielzeit dauerte noch fast bis zum Sommer 1956, danach konnten sich die Clubs mit der FEDEFUTBOL (Costa-Ricanischer Fußballverband) nicht auf einen Kalender einigen. Es wurde letztlich beschlossen, bis zum Januar 1957 abzuwarten, um mit einer neuen Saison zu beginnen. 1999 mit der Gründung der UNAFUT (Ligabetriebsgesellschaft, vergleichbar mit der DFL in Deutschland) entschied man sich dazu, die Saison 1956 trotzdem als 36. Spielzeit anzugeben, statt des Meisters wird einfach nur desierto (abgesagt) angegeben.

## Endstand
| Pl. | Verein                                | Sp. | S | U | N | Tore    | Diff. | Punkte |
| --- | ------------------------------------- | --- | - | - | - | ------- | ----- | ------ |
| 1.  | CD Saprissa                           | 0   | 0 | 0 | 0 | 000:000 | ±0    | 0      |
| 1.  | CS Cartaginés                         | 0   | 0 | 0 | 0 | 000:000 | ±0    | 0      |
| 1.  | CS Herediano                          | 0   | 0 | 0 | 0 | 000:000 | ±0    | 0      |
| 1.  | CS La Libertad                        | 0   | 0 | 0 | 0 | 000:000 | ±0    | 0      |
| 1.  | CS Uruguay de Coronado                | 0   | 0 | 0 | 0 | 000:000 | ±0    | 0      |
| 1.  | LD Alajuelense                        | 0   | 0 | 0 | 0 | 000:000 | ±0    | 0      |
| 1.  | Universidad de Nacional Costa Rica FC | 0   | 0 | 0 | 0 | 000:000 | ±0    | 0      |
| 1.  | Orión FC                              | 0   | 0 | 0 | 0 | 000:000 | ±0    | 0      |
| 1.  | SG Española                           | 0   | 0 | 0 | 0 | 000:000 | ±0    | 0      |